# 시프 (마블 코믹스)

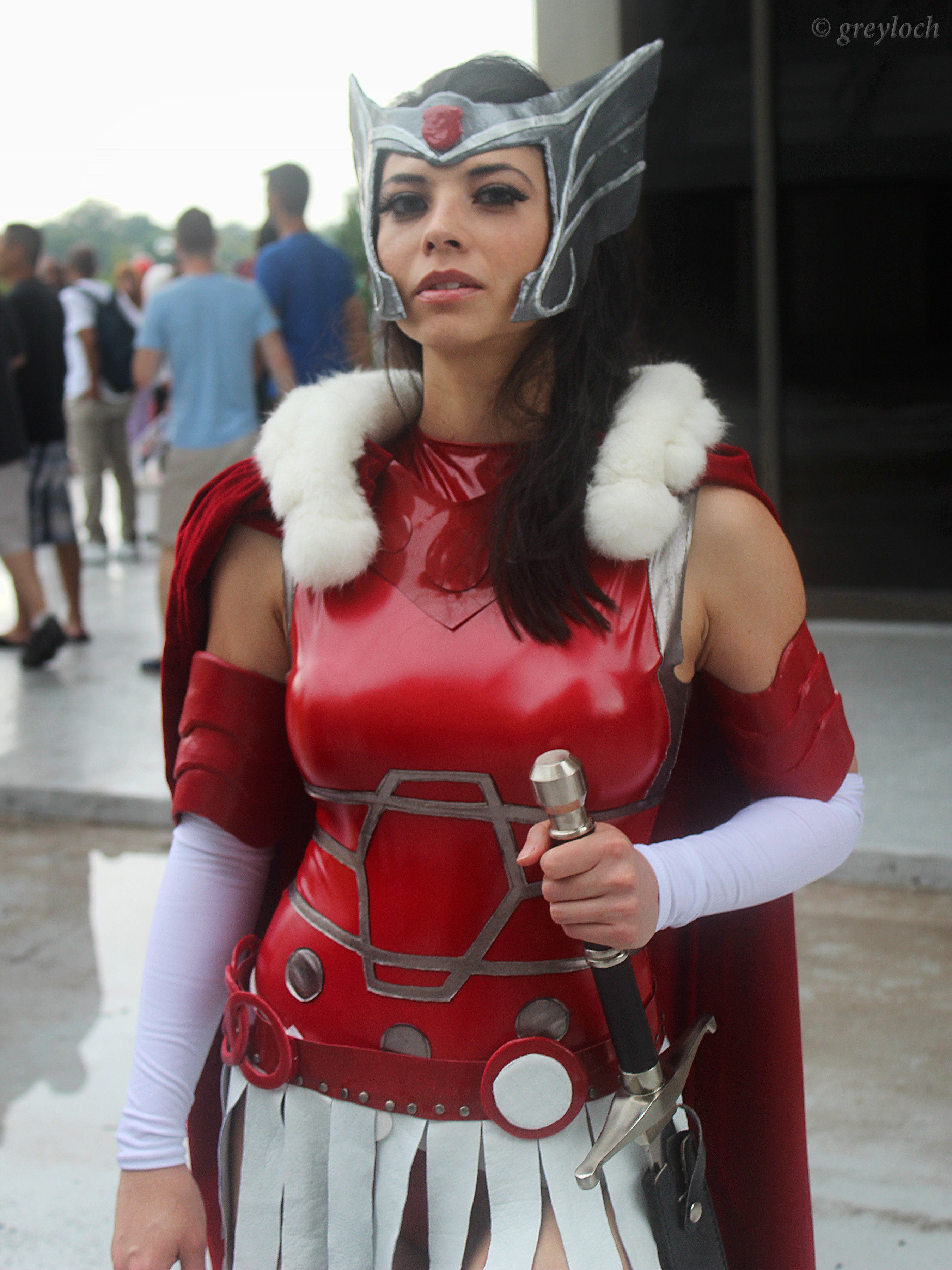
코스프레 모습

시프(Sif)는 마블 코믹스가 발행하는 만화책의 등장인물로, 스탠 리와 잭 커비에 의해 만들어졌다. 동명의 여신 시프를 모티브로 하고 있으며, 토르의 조력자이다. 첫 등장은 Journey Into Mystery #102 (1964년 3월)이다. 2011년 공개된 영화 《토르: 천둥의 신》과 2013년 공개된 속편 《토르: 다크 월드》에서 제이미 알렉산더가 연기했다. 드라마 《에이전트 오브 쉴드》에서도 알렉산더가 연기했다.

## 담당 배우

### 영화
- 토르: 천둥의 신(2012) - 제이미 알렉산더
  - 토르: 다크 월드 (2013) - 제이미 알렉산더

### TV 드라마
- 에이전트 오브 쉴드 - 제이미 알렉산더